# BBC Radio 1
BBC Radio 1 is een radiozender in het Verenigd Koninkrijk en onderdeel van de British Broadcasting Corporation.
BBC Radio 1 begon op 30 september 1967 met uitzenden als concurrent van de populaire Engelse radiozender Radio Caroline. BBC Radio 1 richt zich vooral op de doelgroep 15 tot 29 jaar, en zendt vooral pop, elektronische, alternatieve en rock muziek uit. Hiermee is BBC Radio 1 te vergelijken met Nederlandse radiostations zoals het Nederlandse publieke NPO 3FM, het Vlaamse publieke  Studio Brussel en het Waalse Pure FM.

## Huidige presentatoren
- Daniel Howell
- Philip Lester
- Fearne Cotton
- Scott Mills
- Greg James
- Pete Tong
- Dev
- Matt Edmondson
- Annie Mac
- Huw Stephens
- Benji B
- Toddla T
- Skream
- Benga
- Chuckie
- Charlie Sloth
- Jameela Jamil
- Danny Howard
- Gemma Cairney
- Phil Taggart
- Alice Levine
- Annie Nightingale
- Monki
- Clara Amfo

## Voormalige presentatoren
- John Peel
- Zane Lowe
- Steve Wright
- Tony Blackburn
- Mary Anne Hobbs
- Jo Whiley
- Vic Galloway
- Bethan Elfyn
- Fabio
- Nick Grimshaw
- Grooverider
- Gilles Peterson
- Judge Jules
- Jimmy Savile
- Dave Lee Travis
- Peter Powell
- Simon Mayo
- Reggie Yates
- Sara Cox
- Edith Bowman
- Vernon Kay
- Rob Da Bank